# Nahr al-Bared
Nahr al-Bared (arabisch نهر البارد Nahr al-Bārid, wörtlich: kalter Fluss) ist ein palästinensisches Flüchtlingslager im Norden des Libanon, das sich zu einer Stadt entwickelte. Es liegt 16 km nördlich der Stadt Tripoli. Dort leben etwa 31.000 palästinensische Flüchtlinge. 

## Geschichte

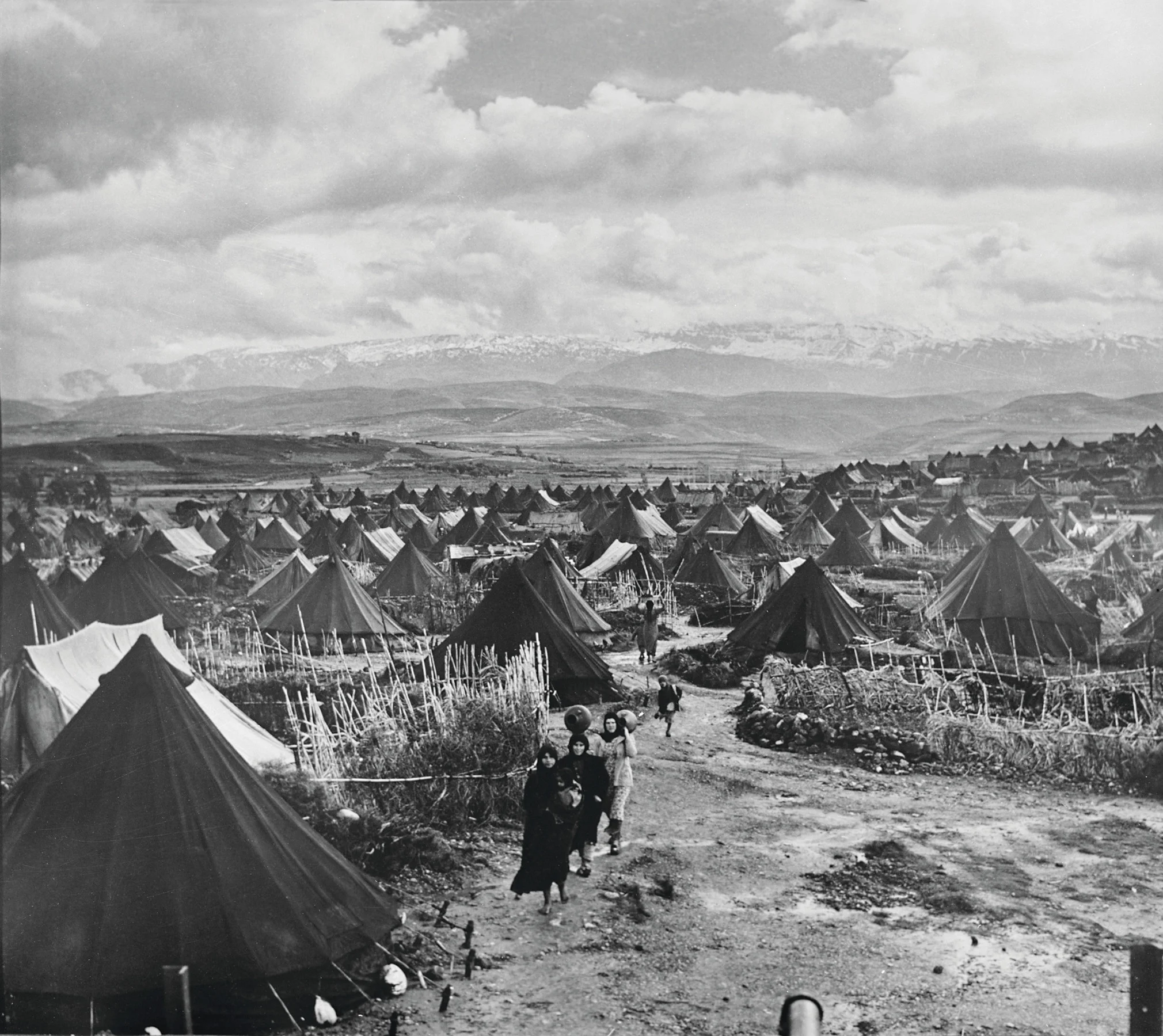
Palästinensisches Flüchtlingslager Nahr el Bared, 1952

Nahr al-Bared existiert seit dem Jahre 1949. Seit 1950 wird es vom UNRWA betreut. Seit damals wurde das Lager zu einer Stadt ausgebaut. In den 1980er Jahren kam es zu Kämpfen in der Stadt mit schweren Verlusten. Im November 2006 gründete sich in der Stadt die radikal-islamische Untergrundorganisation Fatah al-Islam. Auch die Trainingseinrichtungen und die Zentrale dieser Organisation befanden sich in der Stadt.
Zwischen Mai und dem 2. September 2007 kam es zu heftigen Kämpfen zwischen der libanesischen Armee und der Fatah al-Islam. Die Stadt wurde bei den Kämpfen zum größten Teil zerstört und zahlreiche Bewohner flohen in des nahe gelegene Flüchtlingslager Beddawi. Bei den Kämpfen starben mehr als 130 Kämpfer der Fatah al-Islam inklusive ihrer Führungsriege, 157 libanesische Soldaten und 42 Zivilisten. Der libanesische Premierminister Fouad Siniora kündigte an die Stadt unter libanesischer Kontrolle wieder aufzubauen.
Der Wiederaufbau begann jedoch im November 2009 unter Kontrolle der UNRWA. Er ist deren bisher umfangreichstes Projekt. Im Mai 2015 waren 9247 Bewohner aus 2119 Familien in neuen Wohnungen untergebracht. Das Gesundheitszentrum und fünf von sechs Schulen wurden ebenfalls wiederaufgebaut. Die Gesamtkosten des Wiederaufbaus werden auf 305 Millionen Euro geschätzt, die EU beteiligt sich mit 20 Millionen.